# Arnulf II de Bavière
Pour les articles homonymes, voir Arnulf de Bavière.
 (mai 2020).
Si vous disposez d'ouvrages ou d'articles de référence ou si vous connaissez des sites web de qualité traitant du thème abordé ici, merci de compléter l'article en donnant les références utiles à sa vérifiabilité et en les liant à la section « Notes et références ».
Arnulf II, né vers 913 et mort le 22 juillet 954 à Ratisbonne, est un prince issu de la famille des Luitpoldinges, fils du duc Arnulf Ier de Bavière. Il fut comte palatin en Bavière de 938 à sa mort.

## Origine
Arnulf est le deuxième fils d'Arnulf Ier dit « le Mauvais » (mort en 937), duc de Bavière depuis 907, et de son épouse Judith, probablement une fille du comte Évrard en Sülichgau de la famille des Unrochides, descendants du marquis Évrard de Frioul.

## Comte palatin
Lorsque son frère aîné Eberhard succède à son père en 937 comme duc de Bavière, il est immédiatement entré en conflit avec le roi Otton Ier  qui se réserve le droit d'investiture. Arnulf II prend parti pour son frère ; néanmoins, après deux campagnes les deux ont été décisivement vaincus et en 938 Otton dépose Eberhard qui est banni.
Le roi met à profit sa victoire pour nommer duc Berthold, l'oncle d'Eberhard et d'Arnulf II, qui doit renoncer aux importants privilèges régaliens qui avaient été accordés par le roi Henri Ier en 921. Arnulf ayant fui en Carantanie est gracié par Otton et nommé comte palatin dont les fonctions comprennent l'administration pour le roi des bien et droits royaux en Bavière mettant fin ainsi aux prérogatives ducales.
Après la mort du duc Berthold en 948, Otton nomma son propre frère cadet Henri duc de Bavière, en négligeant les prétentions du fils de Berthold, Henri le Jeune. La démarche avait été parfaitement préparée par le mariage de Henri avec Judith, la sœur de Berthold et d'Arnulf.
En 953, lorsque le duc Henri a commencé une campagne afin de combattre la révolte de son neveu le duc Liudolf de Souabe, fils du roi, Arnulf a saisi cette occasion pour se rebeller contre l'autorité de la dynastie des Ottoniens en Bavière. Avec l'aide de son fils Berthold, son frère Hermann et la noblesse bavaroise, Henri est temporairement expulsé de son duché. En décembre, les forces d'Arnulf dévastèrent la ville d'Augsbourg et assiégeaient l'évêque Ulrich dans son château de Schwabmünchen. Le 6 février 954, toutefois, il a été attaqué et frappé par les partisans de l'évêque.
Peu tard, la rébellion bavaroise a été interrompue par une nouvelle campagne de pillage des Magyars. Les insurgés ont annoncé un cessez-le-feu ; néanmoins, Liudolf et Arnulf ne souhaitaient pas se soumettre comme Conrad le Roux l'avait fait à Langenzenn. En conséquence, ils ont été assiégés par les forces royales à Ratisbonne. Le 22 juillet 954, Arnulf est mort au combat contre les troupes du margrave Gero. La révolte de Liudolf est définitivement jugulée le 1er mai 955 à Mühldorf.

## Union et postérité
Le nom de l'épouse d'Arnulf II est inconnu. Elle était probablement originaire de Souabe car sa dot incluait  le château de Reisenburg dans le Günzburg. Deux enfants du couple sont connus : 
- Berthold de Reisensburg († 999) ;
- une fille anonyme qui épouse  Meginhard Ier, comte dans le Mangfall.

Selon certaines sources, Arnulf fit construire le château de Scheyern, le siège ancestral de la maison de Wittelsbach, ducs de Bavière à partir de 1180.